# Битка при Бадр
Битката при Бадр (на арабски: غزوة بدر) водена на 13 март 624 г. (17 рамадан 2 г. след хиджра в Ислямския календар) в Хиджаз, западна Арабия (днешна Саудитска Арабия), е ключова битка през първите дни на исляма и повратна точка в борбата на Мохамед с Курейшите в Мека. Битката се предава в ислямската история като решителна победа, дължаща се на божествена намеса или, от светски източници, на стратегическия гений на Мохамед. Тя е една от малкото битки изрично споменати в Корана. Всички знания за битката при Бадр идват от традиционни ислямски документи, написани известно време след нея. За битката няма никакви описания преди 9 век.
Преди битката, мюсюлманите и меканците се бият в няколко по-малки схватки в края на 623 и началото на 624, но Бадр е първата голяма битка между двете сили. Напредвайки към силна отбранителна позиция, добре дисциплинираната сила на Мохамед разбива меканските линии, убивайки няколко известни курейшки лидери, включително най-големия антагонист на мюсюлманите – Абу Джахл. За ранните мюсюлмани битката е първият знак, че те биха могли да победят враговете си сред меканците. Мека по това време е един от най-богатите и най-влиятелните градове в Арабия, с армия три пъти по-голям от тази на мюсюлманите. Тази победа също така сигнализира на другите племена, че нова сила е възникнала в Арабия и укрепва позицията на Мохамед като лидер на общността в Медина.

## Причини и предпоставки
Курейшите, които традиционно приемат религиозни практики, различни от своите собствените, стават все по-нетолерантни към мюсюлманите по време на тринадесетте години лични атаки срещу меканските религии и богове. От страх към своята религия и икономическа жизнеспособност, която силно разчита на годишните поклонения, меканците започват да се подиграват на последователите на Мохамед.
През 622 г. Мохамед кани много от последователите си да имигрират от Мека в съседния град Медина – 320 км северно от Мека. Малко след това самият Мохамед заминава за Медина (хиджра). Коранският аят , изречен от Мохамед малко след миграцията, за първи път позволява на мюсюлманите да вдигнат оръжие в защита. През този период Мохамед използва три военни стратегии срещу меканците. На първо място да се установят мирни договори с племената около Медина. На второ място да изпраща малки групи, за да получат сведения за Курейшите и техните съюзници и така да предостави възможност на мюсюлманите, живеещи в Мека, да напуснат заедно с тях. И на трето място да се пречат на търговските кервани на меканците, които преминават близо до Медина и да предотвратят техния търговски маршрут. През септември 623 г. самият Мохамед застава начело на сила от 200 в неуспешно нападение на голям керван. Малко след това меканците стартират собствено нападение срещу Медина, водено то Курц бин Джабир и бягат с добитъка на мюсюлманите. През януари 624 г. Мохамед изпраща група от осем мъже до Нахла, в покрайнините на Мека, водени от Абдула бин Джахш, за да получи сведения за Курейшите. Те обаче, преоблечени като поклонници, биват разкрити и решават да нападнат и убият колкото се може повече кервани, в резултат на което Абдула убива един от своите хора. Той иззема стоките и взема двама заложници. Ситуацията е още по-сериозна, тъй като убийството става през месец раджаб, месец на примирие и свещен за меканците, в който е войните са забранени. При зъвръщането им в Медина Мохамед първоначално не одобрява тяхното решение и ги смъмря ги и отказва да вземе от грабежа, докато не твърди, че е получил откровение (Коран 2:217), в което се казва, че меканското преследване е по-лошо от това нарушение на сещения месец. След това откровение Мохамед взема стоките и затворниците. Нападенията на мюсюлманите на керваните водят до Битката при Бадр, първата голяма битка с участието на мюсюлманска армия.

## Битка
В полунощ на 13 март Курейшите напускат лагера и тръгват на поход към долината на Бадр. След като слизат от хълма Аканкал, меканците създават друг лагер в долината. Докато си отдъхват, те изпращат човек да разузнае за мюсюлманските редици. Разузнавачът докладва, че армията на противниците е малка и че няма други мюсюлмански подкрепления, които могат да се включат в битката.
Битката започва с шампионите от двете армии, готови да влязат в битка. Хамза убива противника си Утба ибн Рабиа; Али убива противника си Уалид ибн Утба; Убайда е ранен от противника си Шайба ибн Рабиа, но в крайна сметка го убива. Това е една победоносна традиционна 3 на 3 битка в полза за мюсюлманите.
Сега двете армии започват да се заливат със стрели. Няколко мюсюлмани и неизвестен брой Курейши воини са убити. Мохамед дава заповед да се хвърлят шепа камъчни по меканците, което вероятно е традиционен арабска жест, крещейки „Обезобрази да са тези лица!“ Меканците са сломени и започват да бягат. Самата битка продължава само няколко часа и е приключила през ранния следобед. Коранът описва силата на мюсюлманската атака в много стихове, които се говорят за хиляди ангели, спуснали се от небето при Бадр да заплашват Курейшите. Мюсюлмански източници вземат това буквално и има няколко хадиси, където Мохамед обсъжда ангел Джибрил и ролята, която той е изиграл в битката.